# Monbahus
Monbahus – miejscowość i gmina we Francji, w regionie Nowa Akwitania, w departamencie Lot i Garonna.
Według danych na rok 1990 gminę zamieszkiwało 695 osób, a gęstość zaludnienia wynosiła 22 osób/km² (wśród 2290 gmin Akwitanii Monbahus plasuje się na 581. miejscu pod względem liczby ludności, natomiast pod względem powierzchni na miejscu 261.).